# Spilornis holospilus
Spilornis holospilus е вид птица от семейство Ястребови (Accipitridae).

## Разпространение
Видът е разпространен във Филипините.